# Ячменихин, Константин Михайлович
Константин Михайлович Ячменихин (укр. Костянтин Михайлович Ячменіхін; род. 15 июня 1948; Баку, Азербайджанская ССР, СССР) — советский и украинский историк, доктор исторических наук, профессор. Заведующий кафедрой всемирной истории Национального университета «Черниговский коллегиум» им. Т. Г. Шевченко. Специалист в области политической и социальной истории России XIX — начала XX века.

## Биография
К. М. Ячменихин родился 15 июня 1948 года в Баку Азербайджанской ССР в семье военнослужащего. В 1966 году он окончил физико-математический класс в черниговской средней школе № 11, но в дальнейшем отказался от точных наук и в 1968 году поступил на исторический факультет Мордовского государственного университета им. Н. П. Огарёва. Там К. М. Ячменихин под руководством доцента В. А. Балашова специализировался по истории России XIX века и под его же руководством подготовил и успешно защитил дипломную работу, посвящённую взглядам одного из лидеров декабристского движения П. И. Пестеля.
По окончании в 1973 году МордовГУ им. Н. П. Огарёва К. М. Ячменихин вернулся в Чернигов и некоторое время там работал заведующим отделом Черниговского городского комитета комсомола В 1974—1975 годах служил в Советской армии в Смоленской и Московской областях. С 1976 года работал учителем истории в средней школе № 8, а затем — заместителем директора школы. С 1980 года по совместительству начал вести преподавательскую работу на историческом факультете Черниговского педагогического института.
В 1982 году К. М. Ячменихин поступил в аспирантуру Московского государственного университета им. М. В. Ломоносова, а в 1986 году там же под руководством профессора В. А. Фёдорова защитил диссертацию на соискание учёной степени кандидата исторических наук по теме «Новгородские военные поселения в 1816—1831 гг.: административно-хозяйственная структура». С 1985 года К. М. Ячменихин — старший преподаватель, а затем — доцент на кафедре истории СССР и РСФСР Черниговского педагогического института.
В 1991 году К. М. Ячменихин поступил в докторантуру МГУ им. М. В. Ломоносова и, окончив её в 1993 году, там же в 1994 защитил докторскую диссертацию по теме «Военные поселения в России: административно-хозяйственная структура» (научный консультант — профессор Л. Г. Захарова). С 1993 по 1994 год работал на кафедре истории славян. В 1995 году К. М. Ячменихину было присвоено учёное звание профессора, и с того же года он — заведующий кафедрой всемирной истории Черниговского педагогического института (с 1998 — Черниговский государственный педагогический университет им. Т. Г. Шевченко, с 2010 — Черниговский национальный педагогический университет им. Т. Г. Шевченко, с 2017 — Национальный университет «Черниговский коллегиум» им. Т. Г. Шевченко). В 2001 году К. М. Ячменихин был награждён грамотой Кабинета министров Украины.
Является автором ряда научных статей и рецензий в журналах «Вестник Московского университета. Серия 8: История», «История СССР», «Вопросы истории», «Исторический архив», «Сіверянський літопис», «Вісник Чернігівського національного педагогічного університету ім. Т. Г. Шевченка», «Научные ведомости Белгородского государственного университета. Серия: История. Политология», «Родина»; в периодических сборниках научных статей «Новгородский исторический сборник», «Русский сборник: Исследования по истории России», «Северо-Запад в аграрной истории России: Межвузовский тематический сборник научных трудов», «Российская империя в исторической ретроспективе» и в других научных изданиях.